# Propaganda în al Doilea Război Mondial

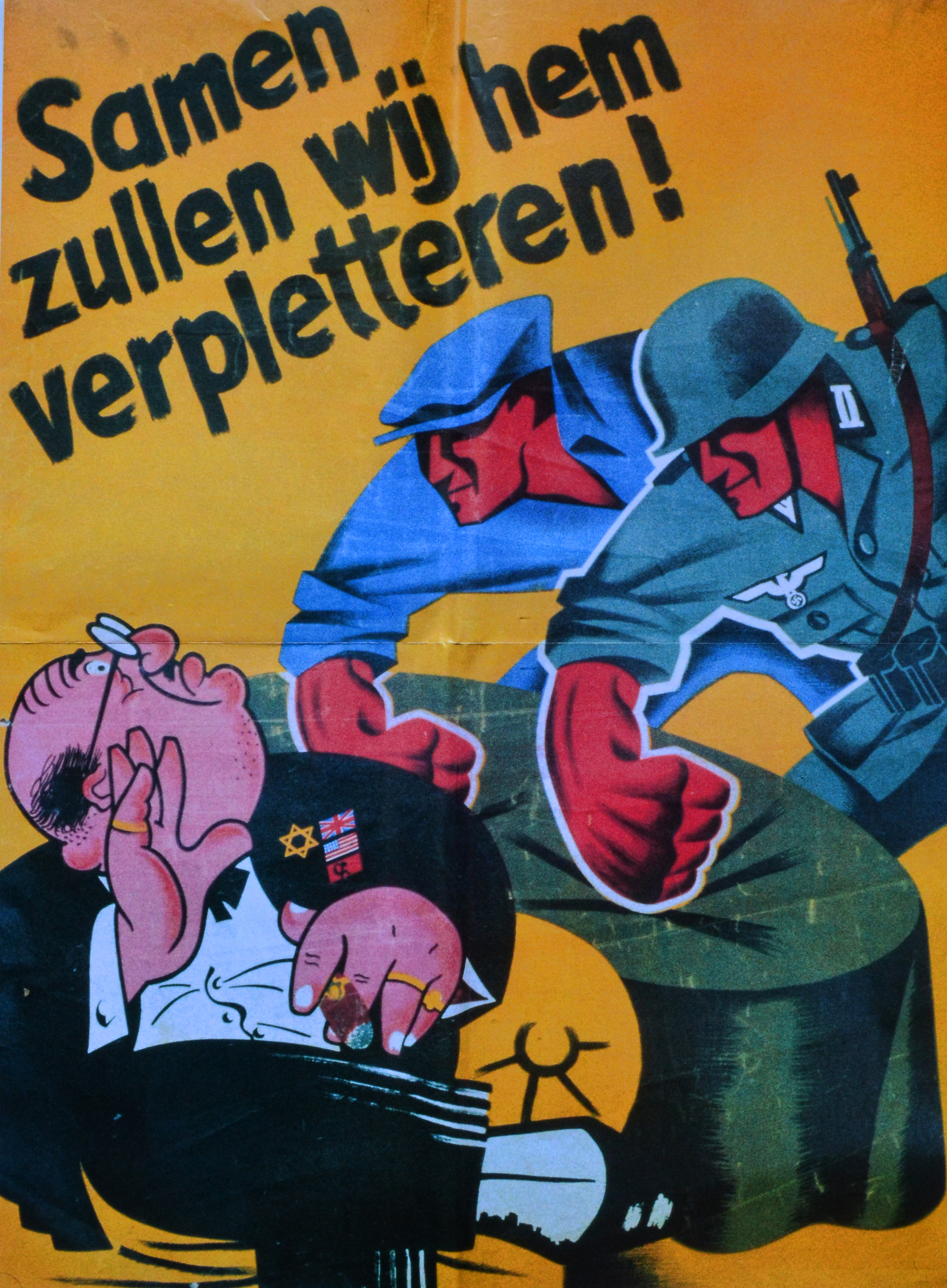
Afiș de propagandă de recrutare a Legiunii flamande cu titlul „Împreună îl vom zdrobi!”

Propaganda în al Doilea Război Mondial a avut ca obiective influențarea moralului, îndoctrinarea soldaților și a personalului militar și influențarea civililor din țările inamice.

## Contextul istoric
În anii 1930, propaganda a fost folosită de majoritatea națiunilor care aveau să se implice în luptele celui de-al Doilea Război Mondial. Propaganda s-a angajat în diverse forme de retorică și metodologii pentru denigrarea inamicului și pentru justificarea și încurajarea efortul intern de război. O temă comună a fost ideea că războiul a fost purtat pentru apărarea patriei împotriva invaziei străine.
Propagandistul partidului nazist Joseph Goebbels a scris odată în jurnalul său:
 „Esența propagandei constă în a cuceri oamenii cu o idee atât de sinceră, atât de vitală, încât, în cele din urmă, ei îi cedează total și nu mai pot scăpa niciodată de ea”.

## Regatul Unit

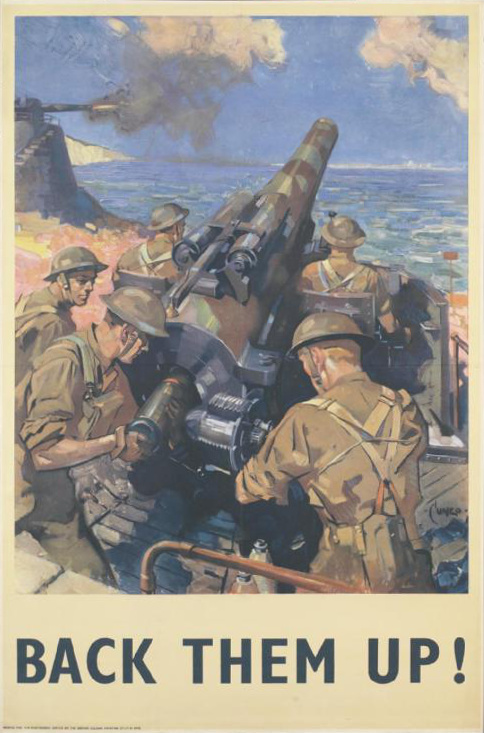
Afiș de război britanic

Winston Churchill a creat în 1941 Direcția Războiului Politic (Political Warfare Executive)⁠(d) (PWE) pentru distribuirea de propagandă dăunătoare moralului inamicului. Emisiunile în limbi străine ale BBC World Service au fost esențiale pentru a câștiga influență asupra poporului german. Goebbels, înainte de a se sinucide, a remarcat: „Propaganda inamicului începe să aibă un efect inconfortabil de vizibil asupra poporului german.... Emisiunile britanice au o audiență recunoscută”. Britanicii au folosit tehnici de propagandă neagră pentru transmiterea de mesaje subversive direct poporului german prin parașutarea de pliante și cărți poștale.
Filmul hollywoodian D-na Miniver (1942) de William Wyler a povestit saga frontului intern britanic și s-a încheiat cu o predică ținută într-o biserică distrusă de bombele Aliaților: „Acesta este războiul poporului. Este războiul nostru. Noi suntem luptătorii. Luptați, atunci. Luptați cu tot ceea ce este în noi, și fie ca Dumnezeu să apere dreptatea”.

## Germania

Afiș de propagandă destinat frontului intern german: „Lucrați pentru victorie la fel de mult cum luptăm noi pentru ea!”

În 1933 a fost înființat  Ministerului de Stat pentru Informarea Opiniei Publice și Propagandă. Joseph Goebbels, care a fost numit de Adolf Hitler la conducerea ministerului, a folosit radioul, presa, cărțile, filmele și toate celelalte forme de comunicare pentru a promova ideologia nazistă. Înfrângerea Germaniei în Primul Război Mondial prin pretinsa  „înjunghiere pe la spate” a fost subliniată pentru a provoca sentimente germane de furie și mânie. Realizările culturale și realizările militare ale Germaniei au construit mândria națională. Armatele aliate au fost prezentate drept măcelari, iar sovieticii au fost catalogați ca bestii subumane. Ministerul a cenzurat toate punctele de vedere care nu corespundeau liniei oficiale.
Războiul Germaniei împotriva Uniunii Sovietice a fost descris de oficialii partidului nazist drept „război al ideologiilor” (Weltanschauungskrieg).
Soldații de pe front aveau un acces limitat la informații. Adesea, materialele scrise erau cele mai directe mijloace de propagandă disponibile. Până în noiembrie 1939, Divizia a 12-a de infanterie a Wehrmachtului primea zilnic ziare, o practică care a continuat și în timpul ocupării departamentului Vendée, primind și ziarul de campanie al Armatei a 4-a, precum și „Raportul forțelor armate” (Wehrmachtbericht).
Partidul Nazist a recunoscut de timpuriu valoarea radiourilor pentru transmiterea propagandei politice. Trupele germane au primit astfel de receptoare, care au fost folosite pentru divertisment și îndoctrinare. În timpul Operațiunii Barbarossa, Divizia a 12-a de infanterie a Wehrmachtui a fost deservită de o „dubă radio” ambulantă, care se deplasa pe front cu un receptor foarte puternic. Divizia Panzergrenadier Großdeutschland și Divizia a 18-a au primit, de asemenea, aparate de radio.
Soldaților germani le erau prezentate filme divertisment și îndoctrinare. Ele erau foarte populare printre soldați, care erau însoțiți de o „dubă de film” în timpul ocupațiilor din Franța și Olanda. Era cea mai populară activitate în afara serviciului în rândul soldaților. Divizia 18 Panzer a transformat școlile din Praga în cinematografe, o practică pe care au învățat-o de la sovieticipentru divertisment și îndoctrinare. Ele erau foarte populare printre soldați, care erau însoțiți de o "dubă de film" în timpul perioadei în care au staționat în Franța și Olanda ocupate. Era cea mai populară activitate în afara serviciului în rândul soldaților. Divizia 18 Panzer a transformat școlile din Praga în cinematografe, o practică pe care au învățat-o de la sovietici.
Eficacitatea propagandei lui Goebbels a fost diminuată de înfrângerea Germaniei în Bătălia de la Stalingrad din februarie 1943. Forțat să recunoască înfrângerea militară, el a făcut o pledoarie pentru „războiul total”, care a prelungit conflictul fără a-i modifica rezultatul final.

## Statele Unite ale Americii

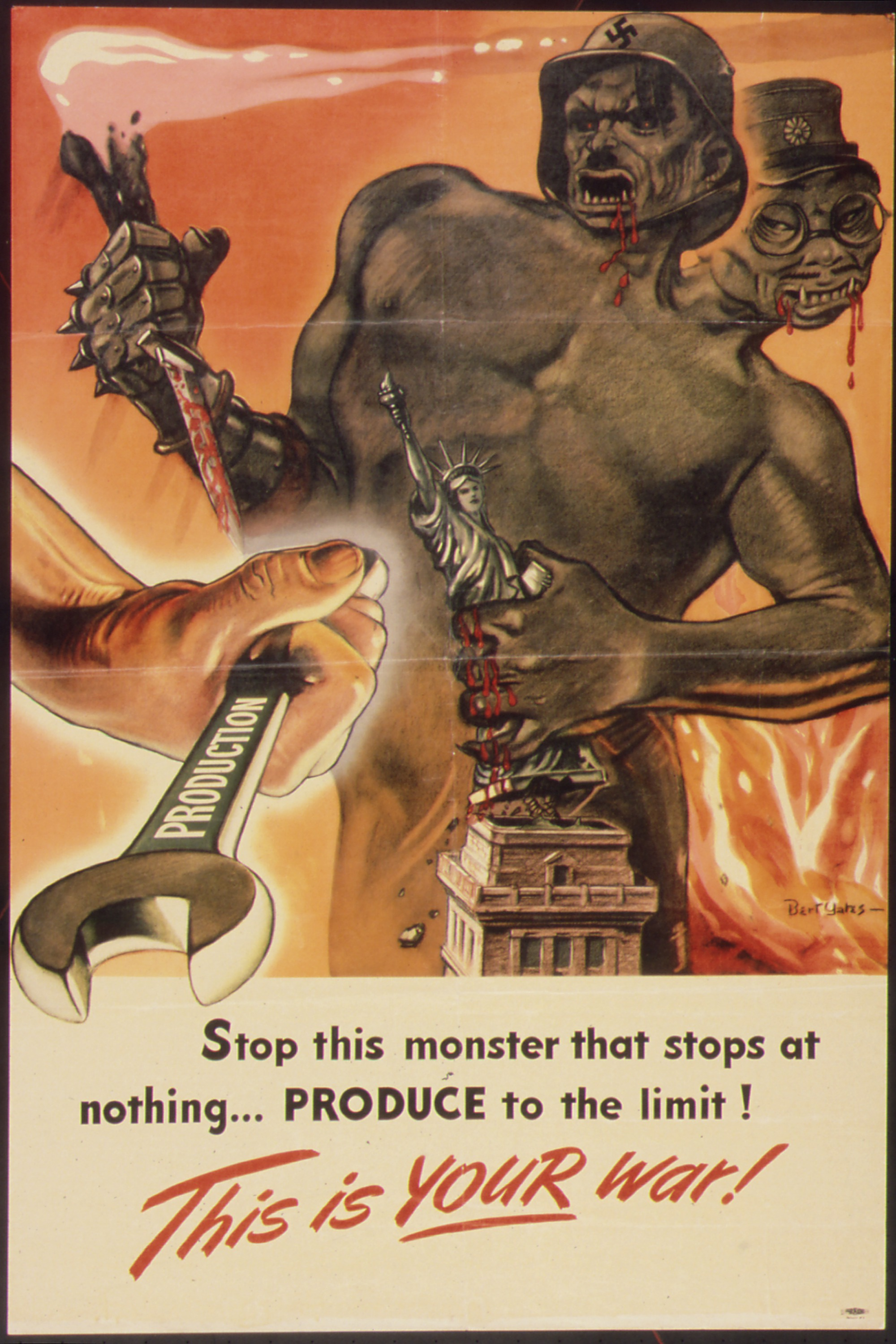
Afiș de propagandă american din cel de-al Doilea Război Mondial

Puțini americani, după Primul Război Mondial și Marea criză economică, susțineau un război purtat în străinătate. Cu toate acestea, după atacul de la Pearl Harbor, președintele Franklin Roosevelt a creat în 1942 Oficiul de Informații de Război (Office of War Information) ca principala sursă de propagandă. Fotografii au documentat diverse aspecte ale frontului intern american pentru a submina moralul inamicului. O parte din propagandă a fost criticată ca având un conținut cu încărcătură rasială, cum ar fi seria de șapte filme ale lui Frank Capra De ce luptăm, care arătau națiunile inamice ca fiind inumane. Office of War Information a fost implicat în producerea la Hollywood a unor filme de propagandă patriotică, precum Yankee Doodle Dandy⁠(d), Pin-Up Girl⁠(d) și Anchors Aweigh⁠(d)'. Afișele, filmele și desenele animate au ajutat la recrutarea americanilor pentru a servi în război. 
Producția a fost prezentată ca fiind factorul critic pentru câștigarea războiului. Un afiș arăta un monstru cu două capete, cu un cap nazist și unul japonez, care strângea în pumn Statuia Libertății, cu sloganul „Opriți acest monstru care nu se oprește în fața a nimic. PRODUCEȚI până la limită! Acesta este războiul vostru”.
Popeye și Bugs Bunny au fost prezentați luptând împotriva japonezilor, iar Walt Disney a lansat un film scurt în care Donald Duck îl atacă pe Hitler cu o roșie. Astfel de eforturi vizau să combine divertismentul cu conștientizarea efortului de război

### Propagandă internă

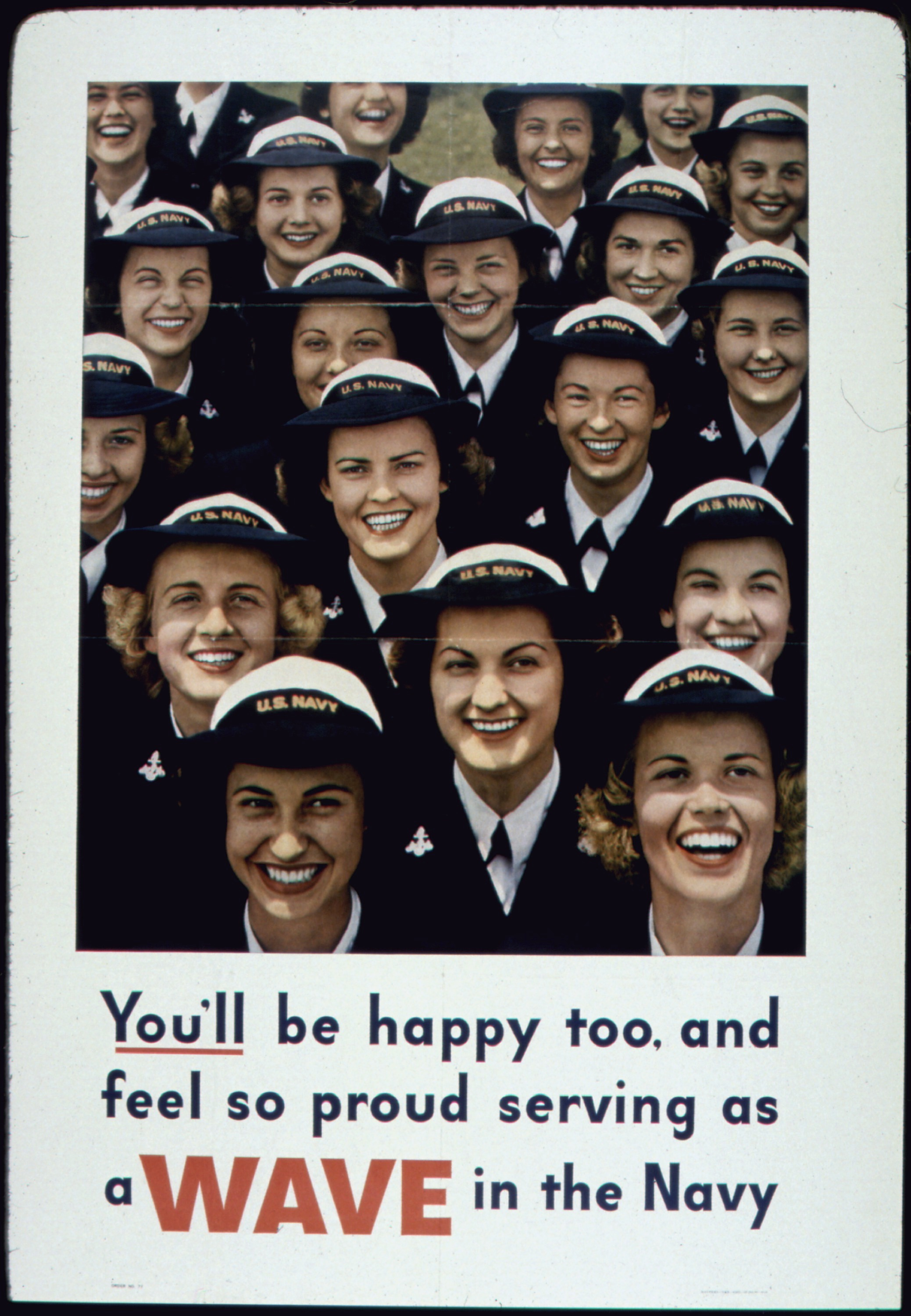
Afiș de propagandă din Statele Unite pentru recrutare

În țară, propaganda de război din timpul mandatului lui Roosevelt a sprijinit războiul, reușind să ducă la recrutarea a mai mulți soldați, să mențină moralul și să mențină forța de muncă civilă și producția. „Armata secretă” necesară pentru producția de armament și producția agricolă a fost o țintă importantă a propagandei americane în timpul războiului.După atacul de la Pearl Harbor, a fost declanșată o campanie de propagandă axată pe agricultură și care a avut ca țintă tinerii de sex masculin cu intenția de a reduce numărul de un milion de bărbați americani care au părăsit munca agricolă în timpul războiului. Filmele produse de guvern între 1941 și 1943 au prezentat povești despre producția agricolă în timpul războiului. În filmul de propagandă It's Everybody's War, actorul Henry Fonda explică contribuția fundamentală a fermierilor în efortul de război și rolul lor în susținerea „fraților lor de peste mări”. Tema masculinității americane din propaganda internă pe timp de război a idealizat bărbații și patriotismul, iar afișele prezentau bărbați extrem de musculoși care purtau cu încredere baionetele în război sau multe roșii în coșuri în drumul spre acasă.

În plus, benzile desenate populare cu Căpitanul America și Femeia Fantastică au reflectat războiul pentru publicul lor. Împotriva puterilor Axei, personajele de benzi desenate au luptat pentru a proteja Statele Unite și au insuflat teme patriotice pentru a promova și mai mult războiul în rândul americanilor

### Reprezentarea rasei

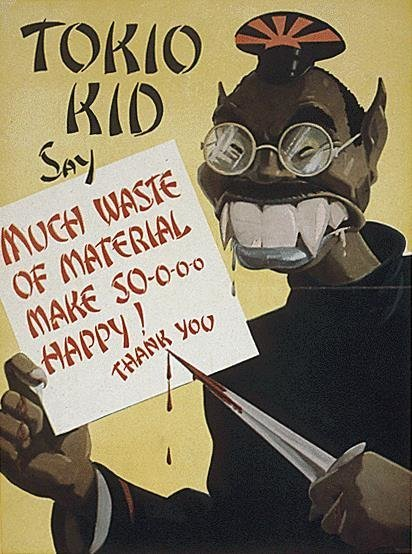
Afiș de propagandă care îi caricaturizează pe japonezi și îi îndeamnă pe muncitori să evite risipa de materiale

La fel ca în majoritatea actelor de propagandă, Biroul de Informații de Război și-a însușit în mod obișnuit „simbolurile și valorile” inamicilor ca mijloc de dezumanizare a acestora. Nancy Brcak și John Pravia susțin că, în timpul războiului, când legile Jim Crow erau încă active în America, acceptarea „inferiorității” minorităților a devenit „în mod clar o parte a propagandei americane” și a fost folosită în special în luptelor din Pacific împotriva Japoniei. Pentru americanii implicați în luptele din Pacific, reprezentările soldaților japonezi prezentau trăsături stereotipice exagerate. În unele dintre ele, soldații japonezi erau prezentați ca fiind depravați sexual și, adesea, ca fiind angajați în acte inumane și diabolice. De exemplu împăratul Hirohito a fost înfățișat pe sub forma unui liliac cu colți, cu trăsături exagerate, îmbrăcat în haine naziste cu svastici, pentru a dezumaniza și mai mult inamicul japonez în fața poporului american
În țară,  afro-americanii au fost încurajați să se angajeze în război și să apere America. Sondajele efectuate de Biroul de Informații de Război au indicat că afro-americanii aveau rețineri să lupte pentru rasa lor atât acasă, cât și în război. Aceștia considerau războiul mai puțin important decât problemele rasiale curente cu care se confruntau în America, spre deosebire de americanii albi. Biroul de Informații de Război a continuat să se angajeze într-o campanie de propagandă menită să genereze un sentiment de apartenență și loialitate față de America a afro-americanilor. O primă piesă de propagandă din 1942, 2,5 milioane de broșuri „Negrii și războiul (Negros and the War)”, a fost distribuită pe scară largă și susținea că, fără America, afro-americanii nu puteau lupta pentru libertățile lor. Biroul de Informații de Război a cooperat, de asemenea, cu producătorii de filme de la Hollywood în încercarea să-i prezinte pe afro-americani ca fiind integrați și naturali în filme, cum a fost cazul muzicalelor Stormy Weather și Cabin in the Sky. În filmul Bataan]] , un soldat afro-american moare în mod eroic după ce, într-o scenă anterioară, este implicat în discuții despre patriotismul său american și strategie cu camarazii săi albi din pluton.
În ciuda acestor prezențe, personajele afro-americane au fost adesea niște stereotipuri și au rămas inferioare altor personaje, atât în ceea ce privește timpul petrecut pe ecran, cât și importanța lor în filme. Clayton R. Koppes și Gregory D. Black au constatat că „într-un studiu realizat de Universitatea Columbia în 1945”, din „o sută de apariții ale negrilor în filmele din timpul războiului, șaptezeci și cinci au perpetuat vechile stereotipuri, treisprezece au fost neutre și doar douăsprezece au fost pozitive”.

### Foile volante și broșurile de propagandă
Biroul de Informații de Război a coordonat cea mai mare parte a propagandei din Războiul din Pacific, inclusiv fluturașii care urmăreau să submineze moralul trupelor japoneze. În ultimele luni ale războiului, Aliații au aruncat două miliarde de fluturași deasupra Japoniei. Broșurile și foile volante traduse din engleză în japoneză, în care au fost încorporate simboluri ale culturi japoneze și care au folosit prizonieri de război japonezi pentru crearea de propagandă mai directă și mai eficientă, au fost răspândite în regiunea Pacificului. Aproape de sfârșitul războiului, în 1945, textele în engleză și japoneză erau „Încetez rezistența” și încurajau capitularea soldaților japonezi. Acestea includeau, de asemenea, promisiuni de tratament uman al prizonierilor, de protejare a culturii japoneze după capitularea armatei și de sprijin pentru tineri și bolnavi. Este posibil ca aceste broșuri să fi contribuit la capitularea a 10.000 de soldați în Okinawa și, de asemenea, au sprijinit și mai mult utilizarea campaniei de broșuri aliate a Oficiului de Informații de Război. De asemenea, foile volante au ajuns să semnaleze raidurile de bombardament, să avertizeze cetățenii din orașele vizate și să amenințe cu folosirea armei atomice după bombardamentul de la Nagasaki, dacă nu avea loc capitularea. Utilizarea foilor volante și a broșurilor a continuat până la sfârșitul războiului.

## Japonia
.

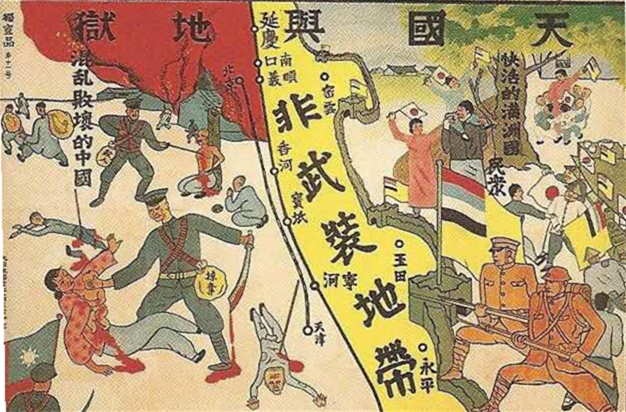
Afișul de propagandă japonez "Raiul și iadul", demonizând China sub guvernul naționalist

Propaganda japoneză din timpul celui de-al Doilea Război Mondial a prezentat războiul ca fiind unul defensiv împotriva influenței și ostilității Occidentului. Îi prezenta pe japonezi ca pe niște victime care ar trebui să lupte pentru independența și libertatea lor. Propaganda japoneză a acționat în mod obișnuit pentru a demoraliza trupele aliate și a folosit deseori teme rasiale pentru a sublinia presupusa oprimare a culturii Japoniei de către cultura occidentală. Propaganda japoneză curentă îl descria pe Roosevelt și poporul american ca fiind „depravați sexual” și demoni. Pentru soldații australieni, o piesă de propagandă japoneză prezintă un soldat australian departe de casă și luptând în timp ce un american îi răpea soția. Piesa urmărea să descurajeze relațiile americano-australiene.
O parte a propagandei japoneze viza militarii afro-americani și a profitat de climatul rasist din America pentru a incita la „sentimentul antirăzboinic”. A fost distribuită o propagandă menită să sublinieze moralitatea japoneză în comparație cu rasismul american și a subliniat în mod obișnuit că victoria japoneză va asigura eliberarea de opresiunea discriminatorie a albilor americani. A fost evocată istoria brutală a afro-americanilor pentru a spori efectul propagandei. Propaganda a generat o varietate de reacții, în unele cazuri a „rezonat puternic” cu soldații afro-americani. Un sondaj din 1944 a evidențiat că „70%” aveau „îndoieli cu privire la importanța războiului pentru ei personal”.

## Uniunea Sovietică
Din 1933 până în 1941, imaginea Germaniei Naziste a suferit mai multe transformări. Din 1933 până în august 1939, Germania a fost prezentată ca inamic, în timp ce se separă  imaginea statului nazist de cea a poporul german. Din august 1939 până în mai-iunie 1941, au fost eliminate accentele antinaziste și antifasciste. Din mai 1941 până la 22 iunie 1941, în propagandă a revenit o imagine  a Germaniei naziste ca inamic major și adversar potențial în condițiile de dinaintea războiului.
Presa periodică a fost principala formă de propagandă, reflectând atât opiniile autorităților oficiale, cât și sentimentele maselor.
Propaganda sovietică care a insistat că inamicul este Germania, șefii naziști și nazismul - dar nu și poporul german și a asigurat pregătirea morală și politică a URSS pentru război. O componentă esențială a propagandei sovietice a fost respingerea tranșantă a rasismului, nazismului, antisemitismului și șovinismului.
În timpul anilor de război, mulți artiști sovietici din diferite republici au fost implicați în crearea de afișe de propagandă. Fiecare regiune [] a produs materiale de propagandă adaptate la mentalitatea specifică și la tipul de asistență acordată soldaților de pe front și a lansat sloganuri corespunzătoare ( „Patria-mamă ne cheamă!”, „Să apărăm Moscova!”,  „Luptători, eliberați Belarusul vostru!”,  „Glorie eliberatorilor Chișinăului!”, „Țările Baltice sunt eliberate!”, „Țara cheamă un luptător pe front - du-te, prietene, la fabrică!”, „Mai mult pește pentru front!”, „Vom lucra pe câmp așa cum luptă soldații noștri sovietici împotriva bestiei fasciste!”).

### 1939-1941 (perioada colaborării cu Germania Nazistă)
La începutul celui de-al Doilea Război Mondial, Uniunea Sovietică a semnat cu Germania Nazistă  un pact de neagresiune cunoscut ca Pactul Ribbentrop-Molotov. Starea de neagresiune a durat până la 22 iunie 1941, când a avut loc invazia surpriză a Germaniei. În această perioadă, naționalismul a dominat propaganda sovietică. Ewe M Thompson evidențiază presa ca fiind un mijloc principal prin care a funcționat propaganda naționalistă în Uniunea Sovietică. În 1939, în timpul invaziei sovietice a Poloniei, presa sovietică a continuat să denigreze Polonia și poporul său. Ziarele sovietice „au încurajat ura” cetățenilor republicilor sovietici, prezentând Polonia ca fiind cea care „a brutalizat milioane de bieloruși, ucraineni și evrei”. Presa a glorificat eliberarea țării de sub controlul „stăpânilor polonezi”. De asemenea, a susținut resentimentele lui Adolf Hitler față de polonezi și a introdus școlile sovietice care conțineau manuale rusești, cu scopul de „a crește utilizarea limbii ruse în rândul populației non-ruse”. Efectul propagandei sovietice a promovat „rusificarea” în statele sovietice.

### 1941-1945 (perioada războiului cu Germania Nazistă)

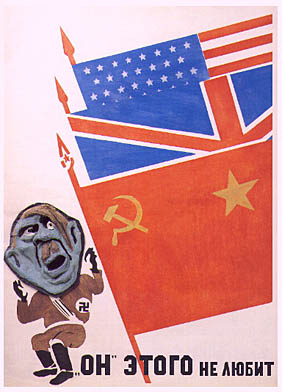
Afiș de propagandă sovietic din 1943. „Lui nu-i place”

Propaganda sovietică, în timpul victoriei de la Stalingrad, a făcut ca noțiunea de cămin și familie să devină un fir roșu călăuzitor al retoricii pentru temele naționaliste și patriotice. Limbajul propagandei se „îmbrăca” adesea în valori de natură privată și pentru a suna ca un discurs familial. Folosirea scrisorilor personale, unele dintre ele adresate de soldați soțiilor de acasă, erau adesea publicate împreună cu imagini romantice ale patriei rusești pentru a incita la „ura față de invadator” și „sacrificiul de sine”. Stalin a fost declarat tatăl familiei sovietice, scrisori personale publicate îi descriau pe cetățenii sovietici ca fiind „frați care au luptat cot la cot” și țara în sine a fost descrisă ca o „mamă” în pericol, toate acestea servind ca un simbol pentru a încuraja devotamentul față de stat. Propaganda a urmărit, de asemenea, să încurajeze femeile să înlocuiască rolurile considerate până atunci „masculine”, cum ar fi munca în fabrică, dar și să suplinească rolul bărbaților în cadrul familiei. Propaganda adresate mamei obișnuite a încurajat adopția și reactivarea vieții familiale. Mamele cu minimum șapte copii au fost premiate public pentru eforturile lor ajutorare a patriei, ceea ce a încurajat și mai mult eforturile femeilor de sprijinire a efortul de război. Un afiș de propagandă înfățișa un soldat care pleca la război, cu o mamă puternică care rămânea să îl înlocuiască pe acesta la munca pe tractor.

## India
Propaganda britanică, nazistă și indiană a fost prezentă în India Britanică în timpul celui de-al Doilea Război Mondial.

### Propaganda britanică
În timpul celui de-al Doilea Război Mondial, guvernul britanic s-a angajat în strategii de cenzură și propagandă care urmăreau să mențină status quo-ul Indiei britanice. Desființând obiecțiile naționaliștilor indieni și consecințele războiului, cum ar fi foametea, propaganda britanică a avut ca scop absolvirea de vina a Londrei. În 1942, „oficialii britanici au suprimat 92 de publicații în luna august” prin intermediul unor ziare deținute de britanici, precum „The Hindu” și „The Statesmen”. Propaganda britanică intenționa să „reprime vocile indiene din mass-media publică” și să „controleze critica socială generată de cultura intelectuală de rezistentă” Mass-media a difuzat, de asemenea, filmulețe care glorificau trupele indiene care luptau împotriva puterilor Axei. „Armata liberă indiană (Azad Hind Fauj)”, o armată de soldați indieni care lupta pentru independența Indiei cu sprijinul armatei japoneze, a fost cenzurată pe tot parcursul războiului pentru a menține o Indie „complice”

### Propaganda naționalistă indiană

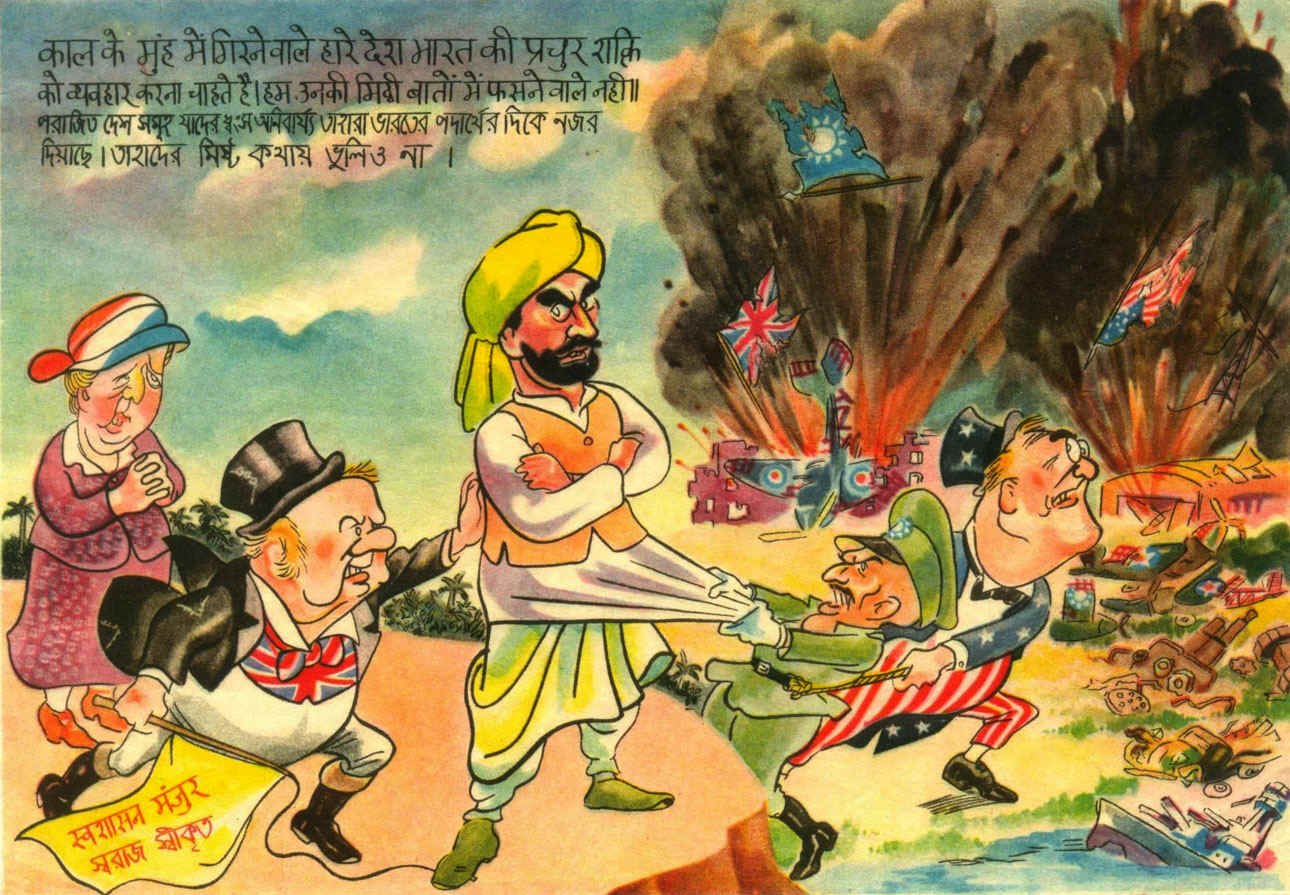
Pliant de propagandă japoneză înfățișând lideri aliați precum Roosevelt, Chiang Kai-shek și Churchill încercând să împingă sau să atragă un indian în lupta împotriva japonezilor, 1943

Pe lângă propaganda britanică, naționalismul indian din mass-media a exprimat criticile anticolonialiste ale lui Mahatma Gandhi prin intermediul unor reporteri naționaliști precum corespondentul de război T.G. Narayanan. Acționând sub „constrângerile cenzurii”, Narayanan a devenit o voce proeminentă a naționalismului indian. Activitatea sa a abordat foametea din Bengal din 1943 și a exprimat condamnarea guvernului britanic de către Gandhi și a subliniat necesitatea „autoguvernării” în cadrul mass-media. Pentru trupele indiene, presa naționalistă a evidențiat condițiile inechitabile, cum ar fi salariul și statutul inferioare față de cele ale trupelor britanice și a făcut regimul britanic responsabil pentru problemele țării.

### Propaganda nazistă
Propagandiștii naziști care acționau în India au distorsionat ideologiile naționalismului pentru a slăbi stăpânirea colonialismului britanic asupra Indiei. Mein Kampf a fost tradusă în limbile indiene, iar presa indiană a fost mituită să traducă și să tipărească discursurile lui Hitler. Declarațiile antievreiești au fost modificate în propaganda pentru indieni vizați fiind în acest caz musulmanii pentru a atrage sentimente pronazite. O publicație indiană, „Princely India”, a declarat la 30 iulie 1939: „Noi, indienii, avem nevoie de Hitler dacă vrem să obținem swaraj (autoguvernare)”.

## Australia

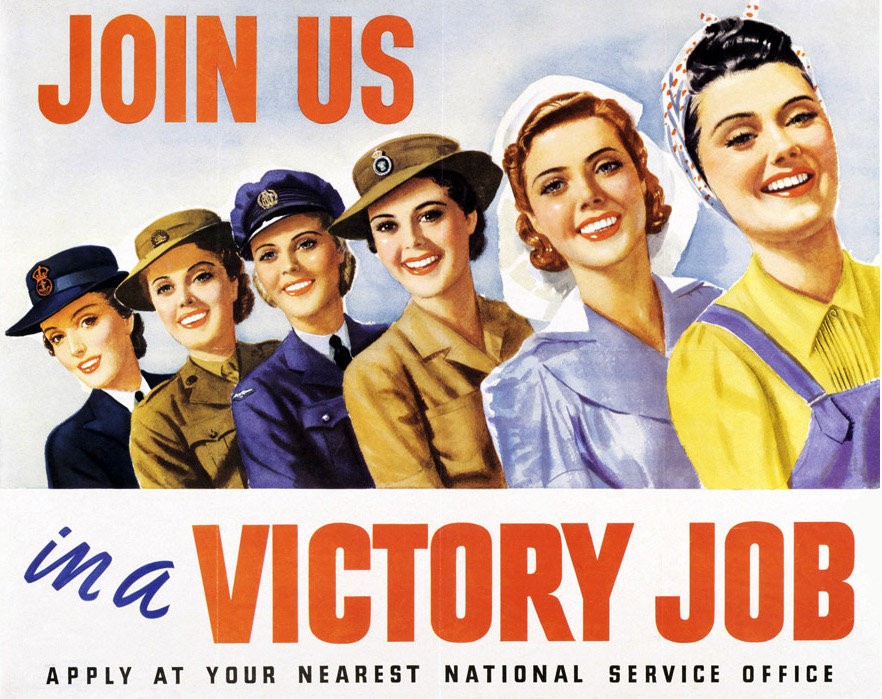
Femeile australiene au fost încurajate să participe la efortul de război

Propaganda din Australia în timpul celui de-al Doilea Război Mondial a avut ca scop promovarea libertății Australiei, precum și apărarea ei împotriva invaziei străine.

### This Is Ours (Acesta este al nostru)
Afișul This Is Ours înfățișează Australia și Noua Zeelandă în nuanțe de alb, înconjurate de un fond negru. Arhivele Naționale ale Australiei au considerat că scopul acestui afiș era de a evidenția „amenințarea invaziei japoneze” și „climatul de teamă” indus de conflictul dintre australieni și japonezi și nu a avut o tentă rasială. propaganda albă s-a adresat cetățenilor australieni și a folosit o retorică ce sublinia noțiunile de cămin, patriotism australian și încredere în securitatea țării.

### Australia Has Wings (Australia are aripi)
Australia Has Wings a fost un film de propagandă care prezenta industria aeronautică australiană și promova „motivația eroică pentru libertate”, printre comentariile care susțineau țara, forțele aeriene australiene și apărarea Australiei.

## Italia

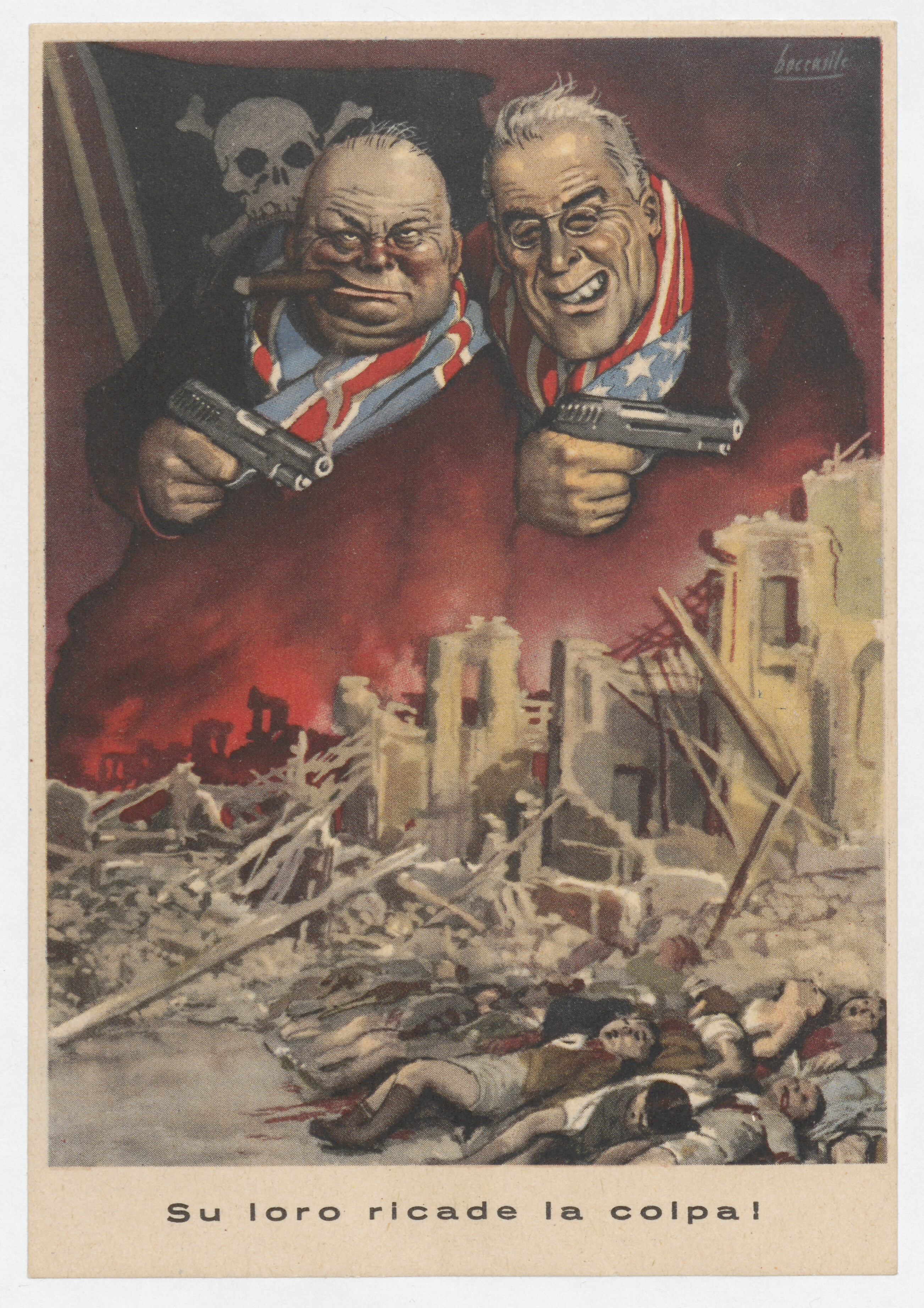
Afiș de propagandă fascistă italiană

Deși Germania și Italia au fost aliați în cel de-al Doilea Război Mondial, propagandiștii germani au depus eforturi pentru a influența presa și radioul italian în favoarea lor. În septembrie 1940, a fost înființat așa-numitul serviciu Dina (Deutsch-italienischer Nachrichten-Austausch), aparent pentru a îmbunătăți schimburile de știri în timpul războiului. De fapt, naziștii știau că nu se va realiza deloc un schimb echivalent, deoarece presa italiană avea un personal redus în comparație cu cel al germanilor. În realitate, serviciul Dina a servit încă de la început la inundarea Italiei cu materiale de propagandă germane și la controlul indirect al reportajelor din această țară.

## Războiul psihologic
În timpul celui de-al Doilea Război Mondial, propaganda a fost înlocuită cu termenul de „război psihologic”. Războiul psihologic a fost dezvoltat ca o armă non-violentă care a fost folosită pentru a influența stările psihologice ale soldaților inamici și ale civililor. Scopul războiului psihologic este demoralizarea soldaților inamici sau de a-i face pe aceștia să se predea unei forțe militare mai puternice. În timpul celui de-al Doilea Război Mondial, Direcția de Război Psihologic (Psychological Warfare Branch, PWB) a operat în sud-vestul Pacificului. PWB folosea pliante în loc de arme sau bombe. Avioane ale PWB au efectuat misiuni în spațiul aerian al Filipinelor și Japoniei și au aruncat pliante.